# 9104 Matsuo
9104 Matsuo (1996 YB) là một tiểu hành tinh vành đai chính được phát hiện ngày 20 tháng 12 năm 1996 bởi T. Kobayashi ở Oizumi.